# Флейт

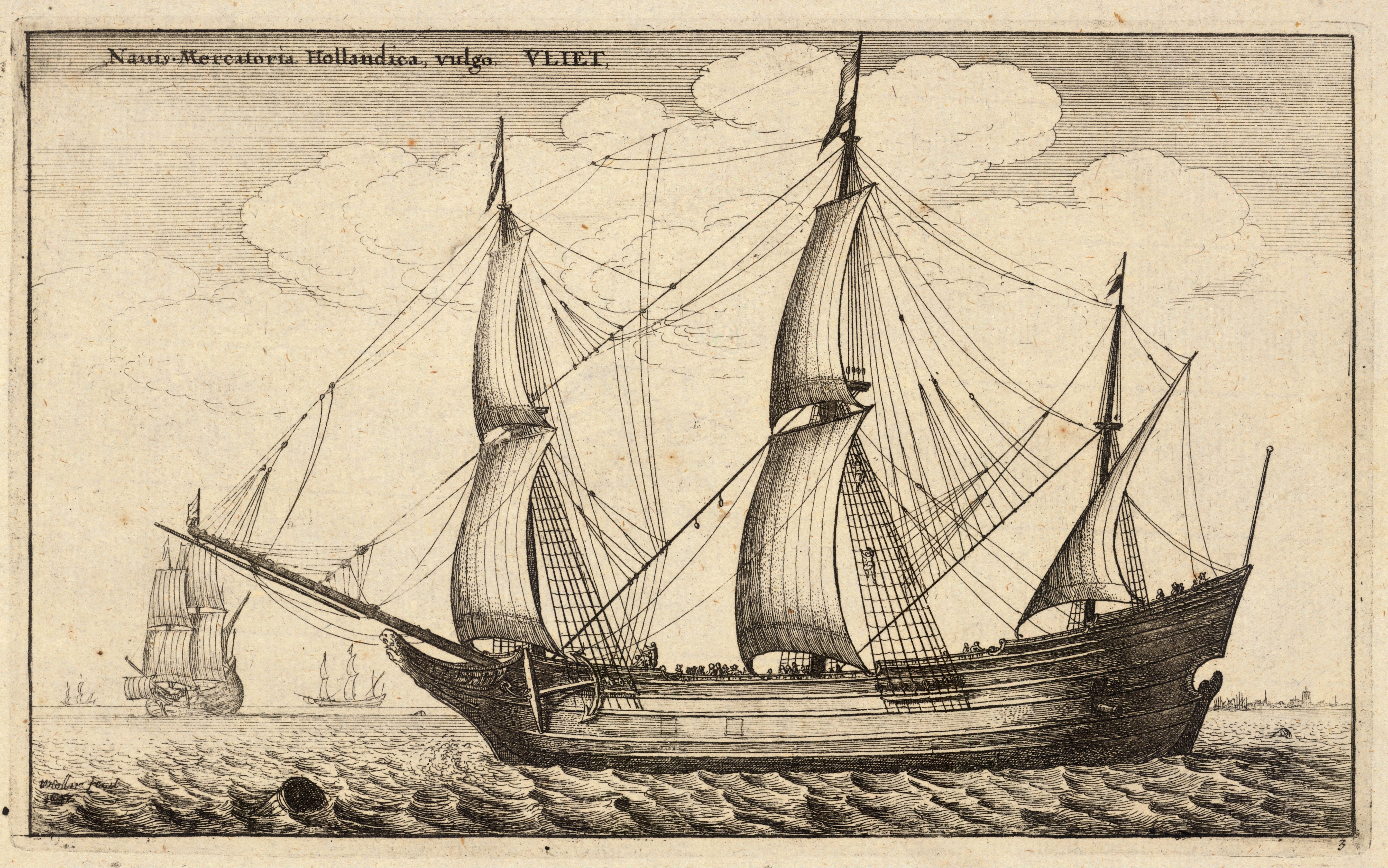
Голландський флейт XVII ст.. Гравюра В.Холлара

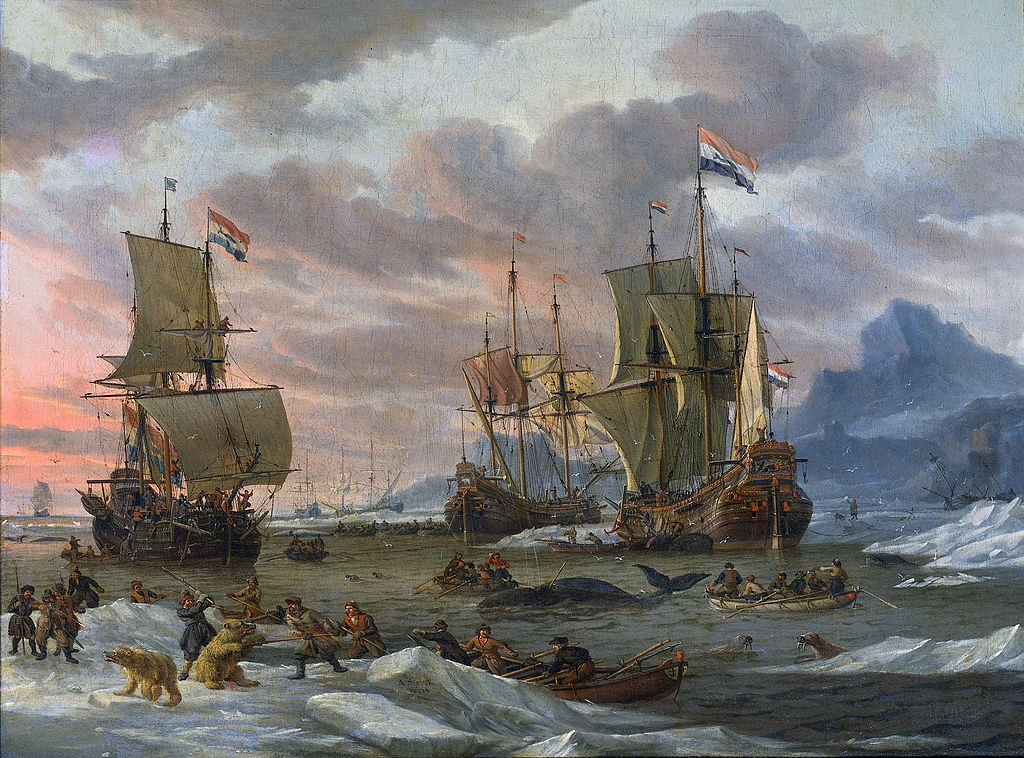
Голландські китобійні флейти. Кінець XVII ст.

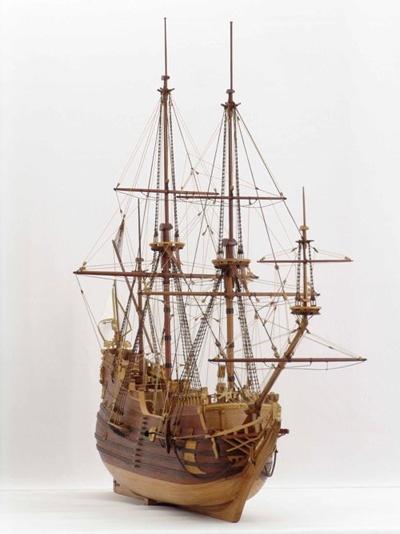
Модель флейта. Вигляд спереду

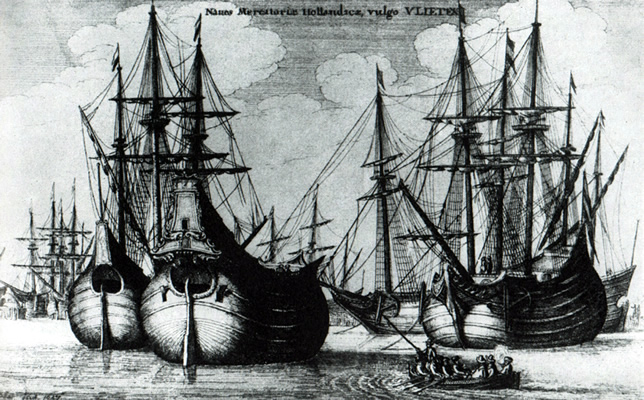
Голландські флейти XVII ст.

Флейт, флейта (нід. fluit, fluyt, заст. fluijt) — тип голландського вітрильного судна, яке мало такі відмінні риси:
- Довжина цих суден у 4 — 6 і більш раз перевищувала їхню ширину, що дозволяло їм ходити під вітрилами вже досить круто до вітру.
- Висота щогл перевершувала довжину судна, а реї стали укороченими, що дозволило зробити вузькі і зручні в обслуговуванні вітрила і скоротити загальне число верхньої команди.

Перший флейт був сконструйований Пітером Янсоном Ліорне у 1594 році та побудований у 1595 році в місті Горні, центрі суднобудування Голландії.

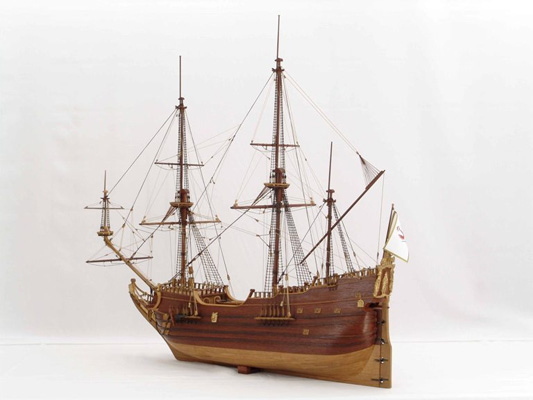
Модель флейта. Вигляд з корми

Вітрильне озброєння фок- і грот-щогл складалося з фока, грота і відповідних марселів, а пізніше на великих флейтах і брамселів. На бізань-щоглі вище звичайного косого вітрила піднімали пряме вітрило — крюйсель (крюйс-марсель). На бушприті ставили прямокутне вітрило блінд, іноді бом-блінд. На флейтах уперше з'явився штурвал, що полегшило перекладку стерна. Флейти початку XVII століття мали довжину близько 40 м, ширину близько 6,5 м, осадку 3 — 3,5 м, вантажопідйомність 350—400 т. Для самооборони на них установлювали 10 — 20 гармат. Екіпаж складався з 60 — 65 осіб. Судна цього типу відрізнялися добрими морехідними якостями, високою швидкістю, великою місткістю і використовувалися, головним чином, як військово-транспортні. Протягом XVI–XVIII століть флейти посідали панівне положення на всіх морях.